# Pia Waugh

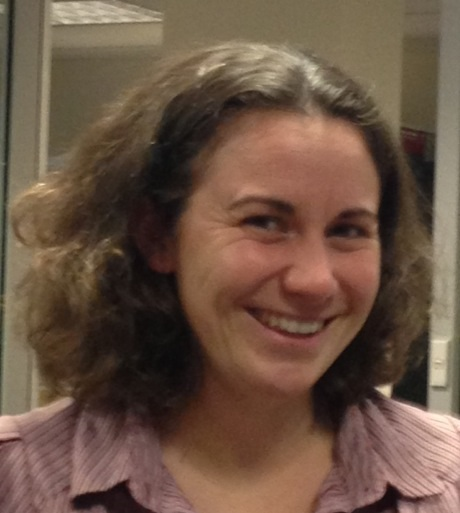
Pia Waugh, 2013, Canberra

Pia Waugh (Australia, 1973), nascuda com a Pia Smith i avui més coneguda com a Pia Andrews, és una consultora i política australiana, defensora del govern obert, moviment polític caracteritzat per l'adaptació de la filosofia del programari lliure als principis de la democràcia.
Pia Waugh va començar a treballar en política el 2009 com assessora de la senadora Kate Lundy. Des aleshores ha participat en una gran diversitat de projectes polítics: GovHack, Society5, Distributed Democracy, OKFNau, etc. És la responsable de data.gov.au i de National Map, eines que proporcionen una manera fàcil d'accedir i reutilitzar dades públiques a través de la retroalimentació dels usuaris.
Pia Waugh també és força coneguda a Austràlia pel seu compromís amb el programari lliure: ha estat dirigent de la Software Freedom International, organització que promou el Dia de la llibertat del programari, i presidenta i vicepresidenta de Linux Austràlia.

## Guardons
El 2014 va ser seleccionada per Financial Review com una de les 100 dones més influents d'Austràlia.